# Radio 3 (rbb)
Radio 3 est une station de radio publique allemande basée à Berlin, consacrée à la musique classique et la culture. Elle appartient à la Rundfunk Berlin-Brandenburg (RBB), organisme public de diffusion pour les länder Berlin et Brandebourg. Sa diffusion se fait par modulation de fréquence. 
Elle est issue de la fusion de Radio 3 (appartenant à l'ORB, ancien organisme de diffusion pour Brandebourg) et de Radio Kultur (propriété de la SFB, ancien organisme de diffusion pour Berlin-Ouest puis tout Berlin). En effet l'ORB et la SFB ont fusionné.

## Programmation
Sa programmation est en grande partie musicale. Des courts flashs d'info sont diffusées pendant la journée d'heure en heure avec un accent sur la politique internationale, nationale et régionale et la culture régionale. Pendant les grandes tranches musicales qui couvrent presque toute la journée, quelques courts reportages et interviews interrompent le programme environ deux fois par heure. 
De la matinée jusqu'au début de la soirée le choix musical est limité à de courtes pièces qui sont très connues et pas trop exigeantes. Pendant la soirée jusqu'à minuit les programmes comportent émissions musicales spécialisées, y compris complètes diffusions de concerts en direct ou en rediffusion, des lectures littéraires, des pièces radiophoniques de fiction, des magazines consacrées à de thèmes culturelles ou scientifiques et des longues reportages. 
De minuit jusqu'au petit matin la rbb Kultur adopte la programmation commune des différentes radios culturelles allemandes, le “ARD-Nachtkonzert” (concert de la nuit de la ARD, l'association des organismes de diffusion régionaux qui produit d'ailleurs aussi la première chaîne nationale de télévision), ceci qui est très connu pour sa diversité d'œuvres et de compositeurs et l'approfondissement de ses sujets.

## Critiques
Cette structure de programmation est appliquée par la majorité des radios culturelles régionales. Particulièrement la légèreté des tranches pendant la journée est parfois critiquée par parts de l'audience qui évoquent une prétendue tendance d'un rajustement des radios culturelles aux habitudes des radios commerciales. 
Les radios en question ne sont pas comparables aux niveaux de chaînes comme France Musique sans parler de France Culture ou BBC Radio 4, alors même que, contrairement à des stations comme Radio Classique en France ou la station commerciale Klassik Radio en Allemagne, elles n'ont pas besoin de réunir une large audience en termes de quantité pour obtenir des revenus.